# Gruta Brisa Azul

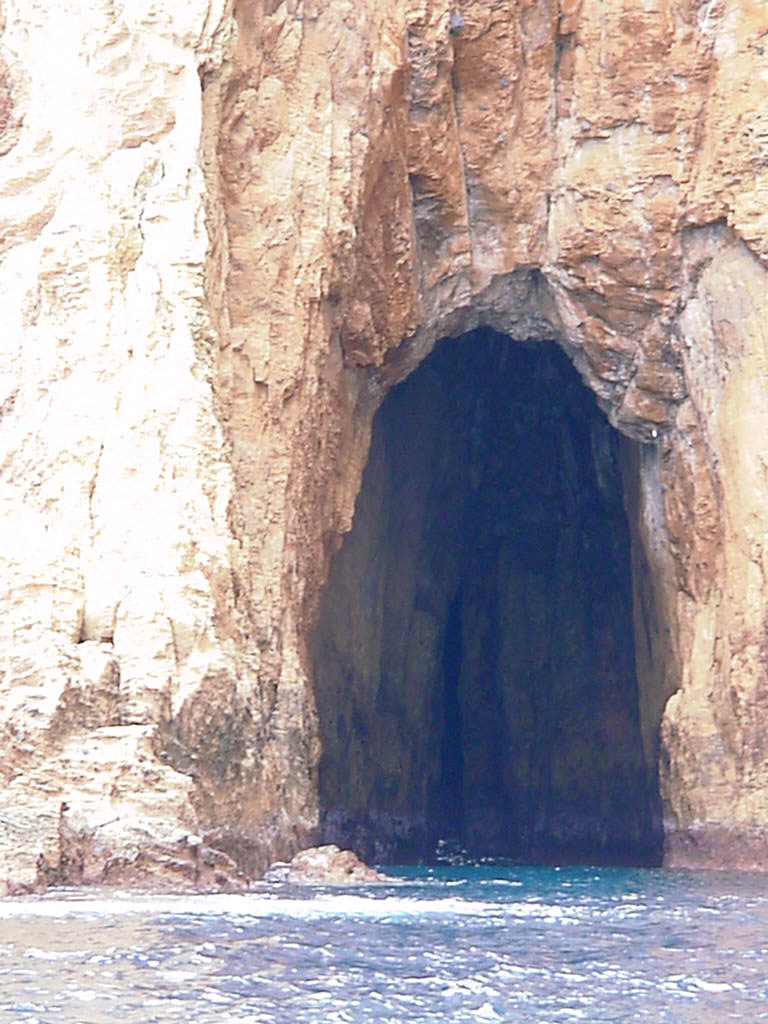
Gruta Bela Azul, Ilhéus das Cabras.

Gruta Brisa Azul é uma gruta portuguesa localizada na Freguesia da Feteira, concelho de Angra do Heroísmo e foi formada pela erosão marítima na face norte do Ilhéus das Cabras, ilhéu (pequeno), apresentando uma extensão de cerca de 80 metros por uma largura de máxima de 12 m. e por uma altura também máxima de 20 metros.